# Banawá
I Banawá (o anche Banavá-Jafi) sono un gruppo etnico del Brasile che ha una popolazione stimata in circa 158 individui (2010).

## Lingua
Parlano la lingua Banawa (codice ISO 639: BNH) che fa parte della famiglia linguistica Arawan.

## Insediamenti
Vivono nello stato brasiliano dell'Amazonas, lungo il fiume Jamamadí. Un'altra parte di essi vive lungo il fiume Banawá (da cui prendono il nome), in piccoli gruppi familiari per un totale di due villaggi. Vivono inoltre insieme con gli altri popoli indios abitanti della regione sul fiume Purus e dei suoi affluenti: i Deni, i Jamamadi, i Jarawara, i Kanamati, i Sorowaha, gli Hi Merima, i Paumari e i Kulina. Parlano un linguaggio molto simile a quello del gruppo dei Jamamadi di cui i Banawá sono considerati un sottogruppo. I Jamamadi vivono appena fuori dal confine meridionale del territorio Banawá.

## Storia
Il loro territorio è stato invaso negli ultimi decenni del XIX secolo, durante il boom del caucciù in Amazzonia, ma fu solo nel 1990 che lo Stato riconobbe i loro diritti sulla terra. Nonostante il riconoscimento della terra si trovano ancora oggi ad affrontare le invasioni da taglialegna e produttori di gomma.
I Banawá presentano una tendenza alla crescita demografica, dal momento che circa il 50% della popolazione è giovane. D'altra parte, dato che nel 1999 solo il 12% era di 50 anni o più, tra cui il 6% avevano più di 60 anni, l'aspettativa di vita dei Banawá può essere considerata bassa.